# Dödsleken (1994)
Dödsleken (originaltitel: Shallow Grave) är en brittisk thriller och svart komedi från 1994 i regi av Danny Boyle, med Kerry Fox, Christopher Eccleston och Ewan McGregor i rollistan.

## Handling
Läkaren Juliet (Kerry Fox), revisorn David (Christopher Eccleston) och journalisten Alex (Ewan McGregor) delar en lägenhet i Edinburgh. De behöver ytterligare en inneboende och deras val faller på den mystiska Hugo (Keith Allen).
Hugo dör plötsligt av en överdos och de upptäcker att han hade en stor summa pengar i en resväska. De bestämmer sig för att ta pengarna och begrava Hugo. De drar sticka vem som ska stycka liket och lotten faller på den ovillige David. Efter detta är gjort återvänder de till vardagen. Alex och Juliet bestämmer sig för att använda en del av pengarna medan David drabbas av posttraumatisk stress från händelsen.
Efter att han upptäckt att Alex och Juliet har slösat bort en stor del av pengarna på meningslösa saker flyttar David resväskan upp på vinden så de inte ska komma åt dem. För att se till att de inte kommer åt pengarna flyttar han så småningom in på vinden och kommer sällan ned om inte lägenheten är tom.

## Medverkande i urval
- Kerry Fox – Juliet Miller
- Christopher Eccleston – David Stephens
- Ewan McGregor – Alex Law
- Ken Stott – Polisinspektör McCall
- Keith Allen – Hugo
- Colin McCredie – Cameron
- Victoria Nairn – kvinnlig besökare
- Gary Lewis – manlig besökare
- Jean Marie Coffey – Goth
- Peter Mullan – Andy
- Leonard O'Malley – Tim